# Wojewodowie łęczyccy
Wojewodowie Księstwa Łęczyckiego i województwa łęczyckiego I Rzeczypospolitej
1. Krzesz herbu Kroje, woj. 1210[1]
2. Dzierżykraj, woj. 1230-1231[2]
3. Wojciech, woj. 1231-1234[2]
4. Piotr Dunin herbu Łabędź[1]
5. Mściwój, Mszczuj, dwukrotnie woj. 1239-1241, 1245-1247[2]
6. Bogusza z Lubania herbu Półkozic, trzykrotnie woj. w latach 1241-1257[1][2]
7. Ścibor herbu Jastrzębiec, woj.[1][2]
8. Spitygniew z Dąbrowy Zielonej herbu Poraj, woj. 1248-1254[1][2]
9. Sieciech z Gieczna, woj. 1257-1261[2]
10. Dzierżykraj, woj. 1288-1292[2]
11. Światopełk z Irządz herbu Lis, woj. 1295-1312[1][2]
12. Jan, woj. 1316-1318[2]
13. Borzywój z Brzezin, woj. 1318-1333[2]
14. NN, woj. 1335[2]
15. Paweł ze Spicmierza (z Lubina) herbu Ogończyk, woj. 1337-1339[1][2]
16. Chwał z Żychlina herbu Doliwa, woj. 1340-1348[2]
17. Jan z Oporowa (z Soboty, z Nowogrodu) herbu Sulima, woj. 1357[1][2]
18. Jan (prawdopodobnie ten sam), woj. 1372[2]
19. Jan Ligęza herbu Półkozic, kilkukrotnie woj. w latach 1374-1418[1][2][3]
20. Jakub z Koniecpola herbu Pobóg, 1380 †[1]
21. Stanisław Ligęza herbu Półkozic, woj. 1398-1399 †[1]
22. Jan Głowacz Leżeński herbu Nałęcz, woj. 1399 †[1]
23. Stanisław z Bielaw herbu Jastrzębiec, woj. 1419 †[2]
24. Mikołaj z Oporowa herbu Sulima, woj. 1419-1425[1][2]
25. Marcin z Rytwian (z Łubnicy, z Borysławic) herbu Jastrzębiec, woj. 1425-1428 †[2]
26. Ścibór z Rytwian (z Łubnicy, z Borysławic) herbu Jastrzębiec, woj. 1428-1435 †[1][2]
27. Jan z Kalinowy herbu Zaremba, 1438 †[1]
28. Wojciech Malski herbu Nałęcz, woj. 1436-1454[1][2]
29. Piotr z Oporowa (z Bratoszewic, z Tomczyc) herbu Sulima, woj. 1454-1467 †[1][2]
30. Mikołaj z Kutna herbu Ogończyk, woj. 1467-1493[1][2]
31. Marcin ze Zborowa herbu Jastrzębiec, woj. 1493 †[1]
32. Maciej Służewski herbu Sulima, woj. 1497-1501[2][4]
33. Piotr Myszkowski  herbu Jastrzębiec, woj. do 1501-1507[1]
34. Jarosław Łaski herbu Korab, woj. 1507-1510[1]
35. Jan z Kalinowy herbu Zaremba, woj. 1510
36. Jan Jarand Brudzewski (zm. ok. 1532) herbu Pomian, woj. 1519[1]
37. Jędrzej Oporowski herbu Sulima, woj. 1532-1540[1]
38. Jan Kościelecki[5] herbu Ogończyk, woj. 1540-1545[1]
39. Mikołaj Jarand Brudzewski herbu Pomian, woj. 1548[1]
40. Andrzej Kościelecki  herbu Ogończyk, woj. od 1553[1]
41. Wojciech Koryciński herbu Topór, woj. od 1555[1]
42. Łukasz Górka herbu Łodzia, woj. 1558-1563[1]
43. Mikołaj Sokołowski herbu Pomian, woj. do 1565[1]
44. Jan Sierakowski herbu Ogończyk, woj. 1569-1589[1]
45. Stanisław Miński herbu Prus III, woj. 1590-1607[1]
46. Adam Czarnkowski herbu Nałęcz, woj. 1605-1627[1]
47. Stanisław Radziejowski herbu Junosza, woj. 1628-1633[1]
48. Maksymilian Przerębski herbu Nowina, woj. 1637-1639[6]
49. Stefan Gembicki herbu Nałęcz, woj. 1639-1653[1]
50. Jan Leszczyński herbu Wieniawa, woj. 1653-1656[1]
51. Wacław Leszczyński herbu Wieniawa, woj. do 1659[1]
52. Jędrzej Starkowiecki herbu Łodzia, woj. 1659-1665[1]
53. Władysław Leszczyński herbu Wieniawa, woj. 1661-1679[1]
54. Piotr Opaliński herbu Łodzia, woj. 1679-1691[1]
55. Rafał Leszczyński  herbu Wieniawa, woj. 1692-1703[1]
56. Jerzy Hipolit Towiański herbu własnego, woj. do 1703[1]
57. Chryzostom Dorpowski herbu Junosza, woj. 1715-1718[1]
58. Jerzy Antoni Warszycki herbu Abdank[7], woj. 1718-1733[1]
59. Franciszek Skarbek herbu Abdank, woj. 1734-1749[1][8]
60. Józef Walewski herbu Kolumna, woj. od 1753[1]
61. Teodor Wessel herbu Rogala, woj. 1759–1760[1]
62. Tomasz Sołtyk herbu własnego, woj. 1761-1773[1]
63. Mikołaj Małachowski herbu Nałęcz, woj. 1773-1775[1]
64. Szymon Dzierzbicki herbu Topór, woj. 1775-1787[1]
65. Stanisław Gadomski herbu Rola, woj. 1787-1797[1]